# Cetina (folyó)
A Cetina egy folyó Közép-Dalmáciában, Horvátországban.
A Dinara hegynél ered 385 m magasan, Splittől 50 km-re északra és Omišnál torkollik az Adriai-tengerbe.
Teljes hossza 102 km. Vízgyűjtője 1950 km², ám ha beszámítjuk a nyugat-boszniai karsztmezők földalatti vízfolyásait is, amelyek szintén a Cetina felé törekszenek, ez a szám megháromszorozódik (kb. 6000 km²).
A felső folyásán dagasztja a 15 km hosszú Peruča-víztározót, majd átfolyik a sinji karsztmezőn és egy hajtűkanyar után belefolyik a tengerbe.
Sok kisebb zuhogó mellett található rajta egy komoly vízesés is, a 48 méter magas Velika Gubavica. A folyón több vízi erőmű is épült. Raftingolásra alkalmas. Mély kanyonjában alpinisták számára több, mint 30 helyen nyílik lehetőség sziklamászásra.
Itt élt a már valószínűleg kihalt Cetina-domolykó nevű halfaj.

## Városok a folyó mentén
Sinj, Omiš.

## Képek

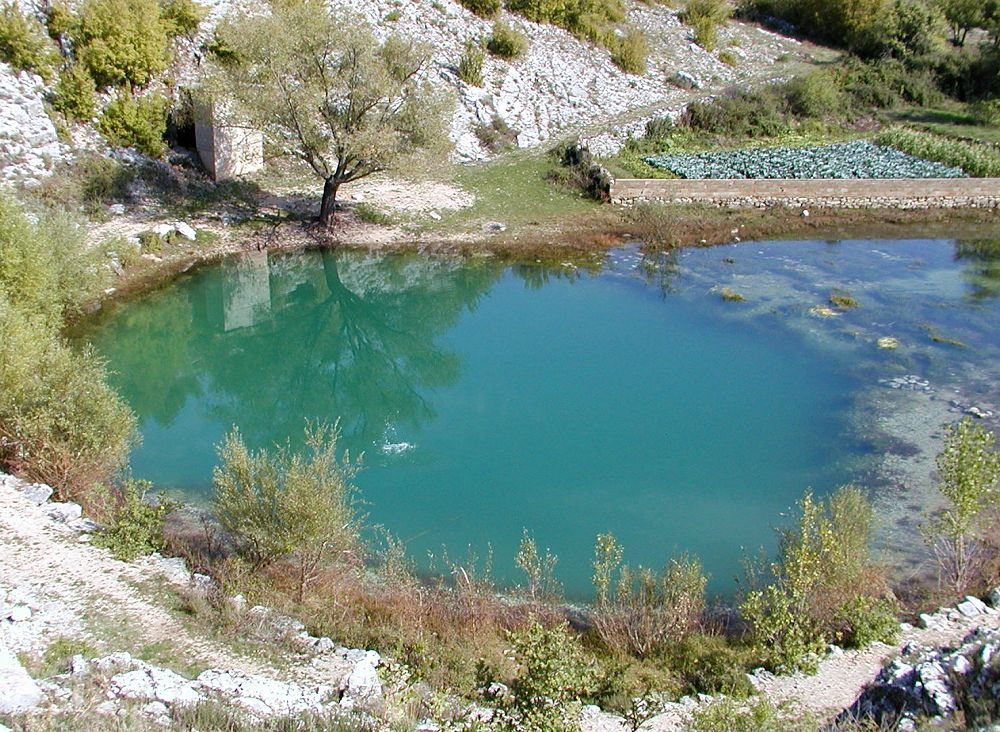
A Cetina forrása
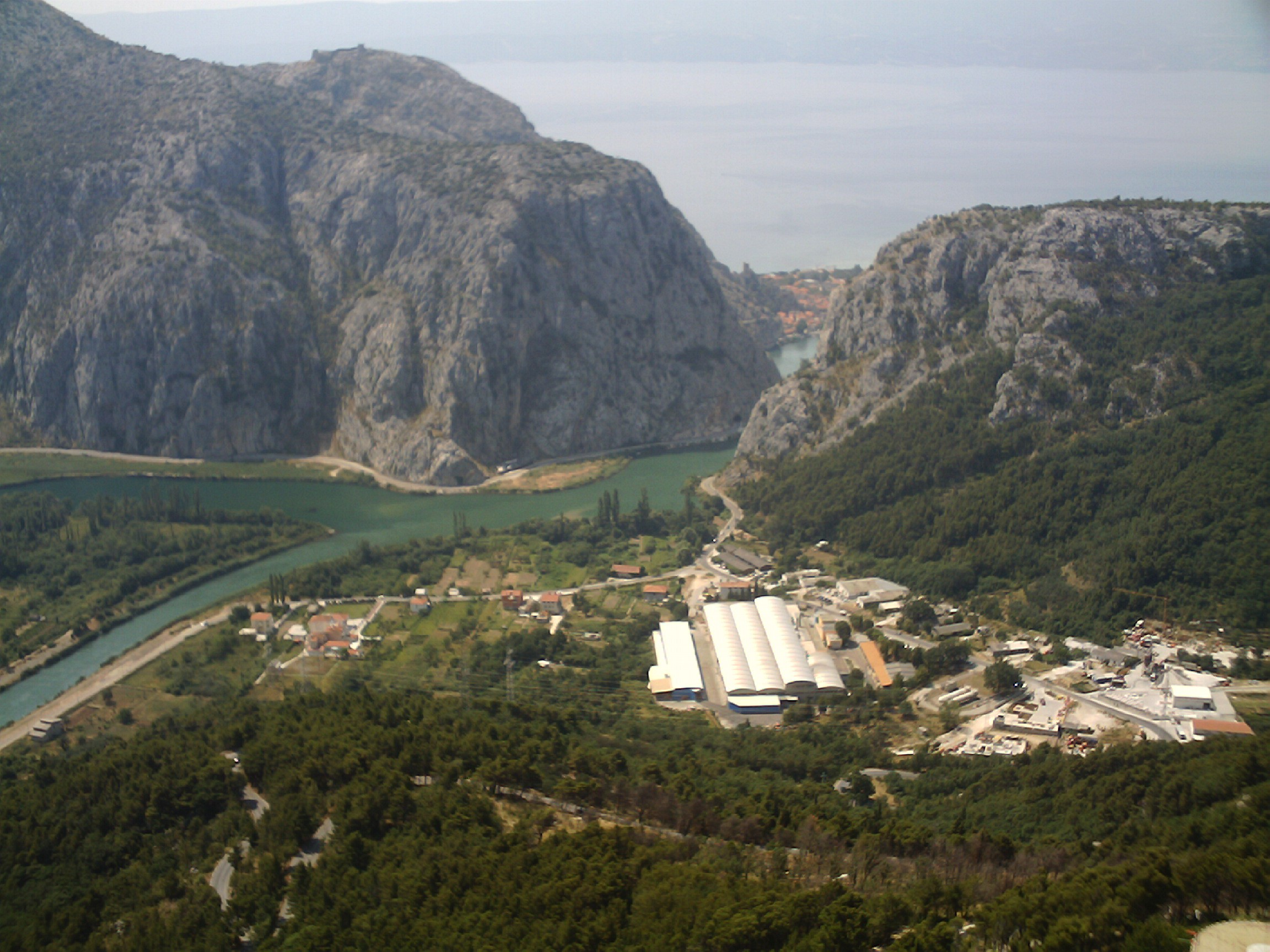
A folyó Omišnál
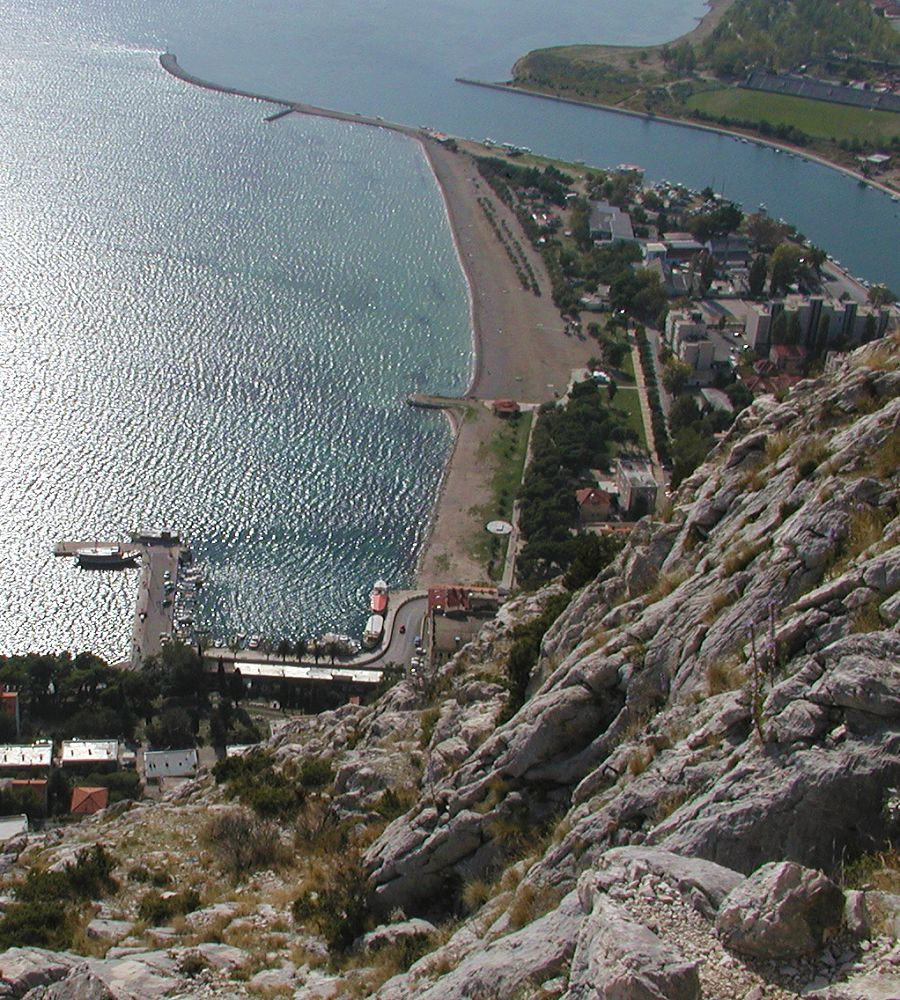
A Cetina torkolata